# 춘천부 (선거구)
춘천부는 대한민국의 옛 국회의원 선거구이다. 당시 강원도 춘천부 지역을 관할했다.

## 역사
제헌 국회의원 선거를 앞두고 춘천부 전 지역을 관할하는 선거구로 개편되었다.
1949년 8월, 춘천부가 춘천시로 개칭되었다. 이에 제2대 국회의원 선거를 앞두고 춘천시 선거구로 개편되었다.

## 역대 국회의원
| 선거   | 정당 | 정당               | 의원   |
| ------ | ---- | ------------------ | ------ |
| 1948년 |      | 대한독립촉성국민회 | 최규옥 |

## 역대 선거 결과

### 대한민국 제헌 국회의원 선거
|  | 63.69% |

|  | 24.55% |

|  | 7.52% |

|  | 4.22% |